# Ардово
Ардово (словац. Ardovo, угор. Pelsőcardó) — село, громада в окрузі Рожнява, Кошицький край, Словаччина. Кадастрова площа громади — 11,183 км². Населення — 160 осіб (за оцінкою на 31 грудня 2017 р.).
Знаходиться за ~17 км на південний захід від адмінцентра округу міста Рожнява та за ~6 км від кордону з Угорщиною.
Перша згадка 1293 року як Erdes. Історичні назви: 1318-го — Ordou, 1320 — Ardo, 1359 — Ardow, 1920 — Ardovo; угор. Pelsőcardó, Ardó.

## Географія
Село Ардово лежить на західній околиці Сіліцкої планини. Висота села в центрі — 277, тетиторією — від 250 до 520 м.
Найвища вершина — гора Каменни копец (словац. Kamenny kopec, 493 м, 48°31′36″ пн. ш. 20°26′43″ сх. д.).

## Населення
| Рік:            | 1994. | 2004.   | 2014.   | 2024.    |
| --------------- | ----- | ------- | ------- | -------- |
| Кількість осіб: | 174   | 180     | 169     | 144      |
| Різниця:        |       | +3,44 % | -6,11 % | -14,79 % |

| Рік:            | 2023. | 2024.   |
| --------------- | ----- | ------- |
| Кількість осіб: | 147   | 144     |
| Різниця:        |       | -2,04 % |